# Drake Diener
Drake Richard Diener (Fond du Lac, 19 dicembre 1981) è un ex cestista e allenatore di pallacanestro statunitense.
Guardia di 196 centimetri, era uno specialista nel tiro dalla distanza. È il cugino di Travis Diener, a sua volta cestista.

## Caratteristiche tecniche
Guardia tiratrice, è un vero e proprio specialista nel tiro da tre punti. Nella gara di play-off 2013-14 giocata dalla Dinamo Sassari contro la New Basket Brindisi nei play-off, segnò sette triple solamente nel primo quarto di gioco.
Tuttavia, capitano spesso occasioni in cui occupa la posizione di playmaker quando gioca in quintetti alti. Non può essere però definito una combo guard in quanto è una guardia pura che si adatta al ruolo di play.

## Carriera
Si forma a livello di scuola superiore nella Goodrich High School, allenata dal padre Dick.
Successivamente, nel 2001, approda alla DePaul University, dove per due stagioni viene nominato atleta dell'anno della sua squadra.
Nel 2005, dopo due operazioni subite tra luglio e ottobre, Drake è stato colpito dalla malattia di Crohn, che l'ha costretto ad uno stop forzato di un anno.
Dopo le cure mediche, Diener ha la grande forza di lottare, e riesce a continuare la sua attività di cestista approdando in Italia, dapprima nel 2006-07 in Legadue, con la neopromossa Castelletto Ticino, squadra poi trasferita a Novara a fine anno, dove mette in evidenza le sue grandi doti, per poi venire firmato l'anno seguente dall'Orlandina in Serie A, sempre sotto la conduzione tecnica di coach Meo Sacchetti come già era accaduto in riva al Ticino.
Con la squadra siciliana Drake gioca un ottimo girone di andata tanto da essere per lunghi tratti il capocannoniere del campionato e da essere acquistato, nel febbraio del 2008 dalla Mens Sana Siena. 
Drake ha così l'occasione di esordire in Eurolega raggiungendo il terzo posto nelle Final Four, e vincere lo scudetto, pur vedendo notevolmente ridotto il suo minutaggio.
Per queste ragioni il 25 luglio 2008 firma nuovamente per l'Orlandina ma la squadra siciliana, a causa di pagamenti irregolari, viene radiata dalla federazione nel settembre del 2008.
In seguito a questi fatti Drake si ritrova libero e viene ingaggiato dalla Scandone Avellino con la quale può disputare nuovamente l'Eurolega.
Nel luglio 2009 firma un contratto biennale con il Teramo Basket. Nei due anni in Abruzzo si mette in luce come uno dei migliori giocatori del campionato contribuendo in maniera principale alla permanenza della squadra nella massima serie.
Il 22 luglio 2011 firma con la Dinamo Sassari tornando dopo 10 anni, ovvero dai tempi della Goodrich High School, a giocare in squadra con il cugino Travis Diener.

Con Travis fa parte spesso del quintetto iniziale della squadra di Meo Sacchetti, contribuendo con una egregia media punti a trascinare la squadra sassarese al 4º posto nel campionato.
Il 15 aprile 2012, durante l'incontro Dinamo Sassari-Sutor Montegranaro, ha raggiunto i 2000 punti segnati in Serie A.
Il 2 giugno 2012 il presidente della Dinamo Sassari Stefano Sardara annuncia che Drake Diener resterà nella squadra isolana anche per la stagione 2012-2013, insieme al cugino Travis.
Il 5 luglio 2013 riconferma il suo ruolo nella squadra firmando un contratto biennale.

Il 20 ottobre 2013, contro la Pall. Cantù, raggiunge i 1.300 punti segnati in Serie A con la maglia della Dinamo Sassari.

Il 16 marzo 2014, nella vittoria di misura di Dinamo Sassari contro la Reyer Venezia, Diener segna 44 punti facendo il suo record personale di punti realizzati in una sola partita a livello professionistico.
Viene votato MVP Serie A ottenendo 189 punti, superando Keith Langford dell'Olimpia Milano (111) e Jerome Dyson dell'N.B. Brindisi con 39, ed al termine del campionato risulta essere anche il miglior marcatore del torneo.
In estate rescinde il contratto con la Dinamo Sassari e il 23 luglio 2014 viene ingaggiato dalla Pall. Reggiana. Con la compagine emiliana, nonostante una stagione martoriata dagli infortuni, arriverà a giocarsi lo scudetto. Tuttavia il 30 giugno la società esercita il proprio diritto ad uscire dal contratto.
Per la stagione 2015-2016 firma con il Saragozza. Con la società spagnola, oltre che al campionato nazionale, partecipa anche all'Eurocup. Il 29 dicembre 2015 rescinde con la formazione spagnola a causa del riacutizzarsi della Malattia di Crohn.
La stagione successiva ritorna a giocare in Italia, infatti firma con l'Orlandina.

Il 20 novembre 2016 durante l'incontro Juvecaserta-Orlandina supera i 4.000 punti segnati in Serie A.

Al termine della stagione, dopo aver raggiunto le Final Eight di Coppa Italia e i playoff scudetto, firma con la Vanoli Cremona dove ritroverà come allenatore Meo Sacchetti.
Il 30 aprile 2018 la Marian University of Fond du Lac annuncia che Diener sarà il nuovo allenatore della squadra collegiale, ponendo così fine alla carriera agonistica della guardia statunitense.

## Palmarès

### Club
- Campionato italiano: 1

Siena: 2007-08
- Coppa Italia: 1

Sassari: 2014

### Individuale
- MVP Serie A: 1

Sassari: 2013-14
- Miglior marcatore della Serie A: 1

Sassari: 2013-14
- All-Star Game: 2

All Star Game Lega Basket: 2011, 2014, 2015
- Gara tiro da 3 punti: 1

All Star Game Lega Basket: 2014

## Statistiche personali
| Stagione        | Squadra           | Competizione    | Partite | Partite | Partite | Statistiche tiro | Statistiche tiro | Statistiche tiro | Altre statistiche | Altre statistiche | Altre statistiche | Altre statistiche | Altre statistiche |
| Stagione        | Squadra           | Competizione    | Pres.   | Titol.  | Minuti  | Tiri da 2        | Tiri da 3        | Liberi           | Rimb.             | Assist            | Rubate            | Stopp.            | Punti             |
| --------------- | ----------------- | --------------- | ------- | ------- | ------- | ---------------- | ---------------- | ---------------- | ----------------- | ----------------- | ----------------- | ----------------- | ----------------- |
| 2006-2007       | Ignis             | Legadue         | 26      | 25      | 947     | 89/180           | 62/157           | 78/107           | 133               | 63                | 65                | 10                | 442               |
| 2007-2008       | Pierrel           | Serie A         | 20      | 20      | 731     | 83/139           | 40/115           | 78/83            | 84                | 47                | 49                | 4                 | 364               |
| 2007-2008       | Montepaschi       | Serie A         | 12      | 0       | 237     | 17/32            | 26/46            | 18/25            | 36                | 11                | 7                 | 0                 | 130               |
| 2007-2008       | Montepaschi       | Playoff Serie A | 3       | 0       | 44      | 1/1              | 5/9              | 2/2              | 2                 | 4                 | 3                 | 1                 | 19                |
| 2007-2008       | Montepaschi       | Eurolega        | 10      | 0       | 76      | 1/5              | 6/23             | 3/4              | 7                 | 2                 | 2                 | 1                 | 23                |
| 2008-2009       | Air               | Serie A         | 30      | 11      | 893     | 57/132           | 45/114           | 50/62            | 151               | 61                | 47                | 3                 | 299               |
| 2008-2009       | Air               | Eurolega        | 10      | 1       | 239     | 17/32            | 16/31            | 18/18            | 37                | 15                | 7                 | 1                 | 100               |
| 2009-2010       | Banca Tercas      | Serie A         | 28      | 28      | 917     | 67/133           | 56/132           | 44/56            | 151               | 70                | 31                | 6                 | 346               |
| 2009-2010       | Banca Tercas      | Eurocup         | 6       | 6       | 186     | 13/16            | 15/34            | 9/11             | 27                | 13                | 11                | 0                 | 80                |
| 2010-2011       | Banca Tercas      | Serie A         | 30      | 30      | 1027    | 87/160           | 45/131           | 96/111           | 145               | 98                | 49                | 5                 | 405               |
| 2011-2012       | Banco di Sardegna | Serie A         | 32      | 32      | 1124    | 135/231          | 59/154           | 86/104           | 161               | 106               | 51                | 2                 | 533               |
| 2011-2012       | Banco di Sardegna | Playoff Serie A | 6       | 6       | 204     | 21/41            | 13/33            | 19/24            | 26                | 13                | 3                 | 0                 | 100               |
| 2011-2012       | Banco di Sardegna | Coppa Italia    | 1       | 1       | 33      | 3/7              | 0/4              | 6/6              | 9                 | 0                 | 0                 | 0                 | 12                |
| 2012-2013       | Banco di Sardegna | Serie A         | 29      | 29      | 966     | 110/180          | 68/153           | 87/101           | 144               | 87                | 37                | 2                 | 511               |
| 2012-2013       | Banco di Sardegna | Playoff Serie A | 7       | 7       | 224     | 26/50            | 10/28            | 23/27            | 23                | 25                | 5                 | 2                 | 105               |
| 2012-2013       | Banco di Sardegna | Coppa Italia    | 2       | 2       | 78      | 9/18             | 8/17             | 3/4              | 12                | 8                 | 0                 | 0                 | 45                |
| 2012-2013       | Banco di Sardegna | Eurocup         | 6       | 6       | 196     | 24/39            | 21/44            | 4/8              | 28                | 22                | 7                 | 0                 | 115               |
| 2013-2014       | Banco di Sardegna | Serie A         | 30      | 27      | 936     | 121/192          | 95/183           | 56/66            | 130               | 85                | 29                | 5                 | 583               |
| 2013-2014       | Banco di Sardegna | Playoff Serie A | 9       | 9       | 293     | 28/53            | 24/55            | 27/31            | 39                | 23                | 13                | 1                 | 155               |
| 2013-2014       | Banco di Sardegna | Coppa Italia    | 3       | 1       | 101     | 11/20            | 7/23             | 13/14            | 13                | 8                 | 3                 | 1                 | 56                |
| 2013-2014       | Banco di Sardegna | Eurocup         | 17      | 12      | 510     | 47/84            | 54/110           | 27/30            | 56                | 48                | 14                | 1                 | 283               |
| 2014-2015       | Grissin Bon       | Serie A         | 24      | 21      | 673     | 48/97            | 50/131           | 46/57            | 131               | 73                | 22                | 5                 | 292               |
| 2014-2015       | Grissin Bon       | Playoff Serie A | 14      | 9       | 332     | 24/24            | 14/47            | 21/22            | 44                | 29                | 7                 | 4                 | 111               |
| 2014-2015       | Grissin Bon       | Eurocup         | 4       | 3       | 117     | 10/21            | 8/25             | 3/4              | 19                | 14                | 3                 | 0                 | 47                |
| 2014-2015       | Grissin Bon       | Coppa Italia    | 2       | 2       | 46      | 1/7              | 4/8              | 2/2              | 4                 | 4                 | 2                 | 0                 | 16                |
| 2015-2016       | CAI               | ACB             | 9       | 4       | 147     | 7/13             | 10/29            | 11/12            | 17                | 4                 | 1                 | 1                 | 55                |
| 2015-2016       | CAI               | Eurocup         | 8       | 4       | 151     | 6/15             | 13/31            | 10/12            | 19                | 15                | 2                 | 2                 | 61                |
| 2016-2017       | Betaland          | Serie A         | 28      | 25      | 846     | 45/78            | 73/158           | 33/39            | 100               | 51                | 23                | 4                 | 342               |
| 2016-2017       | Betaland          | Playoff Serie A | 4       | 4       | 103     | 6/17             | 5/21             | 5/5              | 7                 | 9                 | 4                 | 0                 | 32                |
| 2016-2017       | Betaland          | Coppa Italia    | 1       | 1       | 27      | 1/3              | 2/7              | 0/0              | 4                 | 0                 | 4                 | 0                 | 8                 |
| Totale carriera | Totale carriera   | Totale carriera | 411     | 326     | 12.404  | 1.115/2.020      | 854/2.053        | 878/1.047        | 1.759             | 1.008             | 501               | 61                | 5.670             |